# العلوم (مجلة)

غلاف عدد من مجلة العلوم

مجلة العلوم تصدر في الكويت منذ عام 1986 عن مؤسسة الكويت للتقدم العلمي. وهي في معظمها ترجمة لمجلة سَيَنْتِفِك أمِرِكان التي تعد إحدى أهم المجلات العلمية الموجهة إلى المهتمين غير المتخصصين.

## صدور الأعداد
- صدر العدد التجريبي الأول منها في يناير 1986 تلاه عدد تجريبي ثان في أبريل 1986. واستمرت تصدر عددا شهريا، كان أولها في نوفمبر 1986، تشكل كل ستة أعداد منها مجلدا، أي مجلدين في العام حتى 1988 عندما صدر المجلد الخامس (ضم المجلد الأول عددين فقط صدرا في ديسمبر ونوفمبر)، ثم أصبح كل مجلد يضم اثنا عشر عددا ابتداء من سنة 1989 التي كان عدد يناير فيها هو العدد 1 من المجلد 6، واستمرت الإصدارات حتى العدد 7 من المجلد 7 الذي صدر في يوليو 1990.
- توقف صدورها بعد الغزو العراقي للكويت في أغسطس 1990، ثم عادت للصدور سنة 1992 ليصدر العدد الأول من المجلد 8 في يناير 1992، وعاودت إصداراتها وإن لم يكن بنفس الانتظام السابق، وحمل عدد سبتمبر 1992 (العدد 9 من المجلد 8) تنويها نصه:

| العلوم (مجلة) | {{{1}}} | العلوم (مجلة) |

- وكان قد صدر منها في ذلك الوقت 56 عددا.
- صدر في يناير 1993 العددان الأول والثاني من المجلد 9، حيث أصبحت تصدر كل شهرين عددا مجمعا يضم عددين مكثفين، واستمرت تصدر بغير انتظام، ما بين عدد مفرد وعددين مجمعين.
- تعتبر مجلة العلوم من أهم مصادر تعريب العلوم وتأصيل المصطلحات العلمية في العربية في مجال العلوم الأساسية.
- من خلال موقع مجلة العلوم تم أرشفة جميع أعداد المجلة منذ العام 1995 وحتى الآن [1]
- كان العدد 6 من مجلد عام 2015 ( نوفمبر / ديسمبر ) هو العدد الاخير للمجلة بصورتها و نسقها المعهود علي الموقع الرسمي للمجلة و الذي يحمل شعار «النسخة العربية لمجلة ساينتيفيك أمريكان». و أصبحت المجلة تصدر بعد ذلك رقّمياً في صورة تطبيق يصدر علي المنتجات اللوحية لشركة ابل.

## الاستخدام العادل للمعلومات في المجلة
رغم احتفاظ مؤسسة الكويت للتقدم العلمي بحقوق الطبع لما يصدر من محتوى مترجم في مجلة العلوم فإنها تنص على أنه «يسمح باستعمال ما يرد في مجلة العلوم بشرط الإشارة إلى مصدره في هذه المجلة»، وهو ما يعتبر ترخيصا بالاستعمال العادل.